# 회색가슴뜸부기
회색가슴뜸부기(영어: Water Rail, 학명: Rallus aquaticus)는 두루미목 뜸부기과에 속하는 길잃은새(미조)이다.

## 생김새
전체적으로 생김새가 흰눈썹뜸부기와 유사하다. 흰눈썹뜸부기와 달리 얼굴과 가슴에서 배까지 이어지는 부분의 청회색이 더 넓다.

## 서식지
유럽과 중앙아시아 등지에서 서식한다.

## 분류
과거에는 Water Rail을 4아종으로 분류했으나 최근에는 몽골에서 일본에 이르는 지역에 분포하는 흰눈썹뜸부기를 별개의 종으로 분류하고 있다.